# Cryphia fuscirena
Cryphia fuscirena är en fjärilsart som beskrevs av Edward P. Wiltshire 1980. Cryphia fuscirena ingår i släktet Cryphia och familjen nattflyn. Inga underarter finns listade i Catalogue of Life.